# Angermüller (Unternehmen)
Angermüller ist eine Firmengruppe aus Untersiemau in Oberfranken.
Das Unternehmen ist in den Sektoren Industrie- und Gewerbebau, im Ingenieurbau, im Wohnungsbau sowie im öffentlichen Sektor tätig.

## Geschichte
Die Firma wurde 1888 in Scherneck von Johann Angermüller gegründet. 1923 wurde die Firma von seinem Sohn Christian Angermüller übernommen und nach Untersiemau verlegt. Im Jahre 1959 übernahm Edmund Schultheiß die Betriebsleitung und gab sie 1998 an Christian und Stefan Schultheiß ab.

## Firmengruppe
Die Angermüller Firmengruppe besteht aus der Angermüller Bau GmbH mit den beiden angeschlossenen Betonwerken Untersiemau und Crock (Auengrund), der Niederlassung Tiefbau Thurnau, der Eisenbiegerei Co-Baustahl GmbH & Co. KG., der AP Baumaschinen und -geräte GmbH & Co. KG sowie der Angermüller Transport GmbH.

### Angermüller Bau GmbH
Derzeit beschäftigt die Angermüller Bau GmbH 410 Arbeitnehmer. Die Umsatzerlöse beliefen sich im Jahr 2019 auf 47.858.511,64 Euro.

### Angermüller Transport GmbH
Geschäftsführer der Angermüller Transport GmbH ist Joachim Gronwald. Im Geschäftsjahr 2016 wurden 44 Mitarbeiter beschäftigt.